# Allande
Allande is een gemeente in de Spaanse regio Asturië met een oppervlakte van 342,24 km². Allande telt 1.766 inwoners (1 januari 2016). De gemeente ligt in bergachtig gebied in het Cantabrisch Gebergte. De hoofdplaats van de gemeente is Pola de Allande dat ligt aan de doorgaande weg tussen Oviedo en Lugo in het binnenland van Galicië. Ook loopt de noordelijke variant van de pelgrimsroute naar Santiago de Compostella door de gemeente.

## Demografische ontwikkeling
Bron: INE, 1857-2011: volkstellingen